# Atheist Alliance International

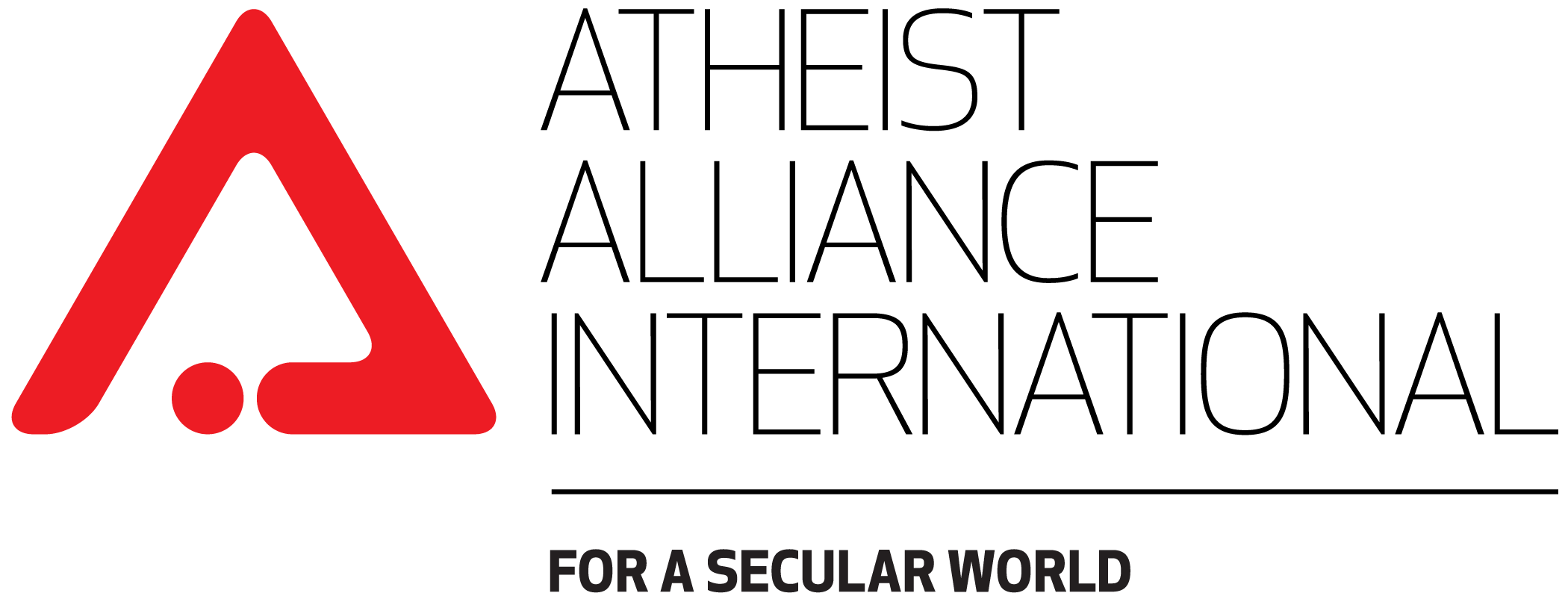
Logo stowarzyszenia

Atheist Alliance International (skr. AAI) – stowarzyszenie organizacji ateistycznych założone w 1991 roku w celu „tworzenia i wspierania demokratycznych, ateistycznych społeczności” i współpraca z podobnymi grupami w celu promocji racjonalizmu przy pomocy edukacji. Nieoficjalnym celem jest zjednoczenie ateistów.
Należy do niego 58 organizacji ateistycznych z całego świata, 48 z nich działa na terenie USA. Obecnym prezydentem jest Margaret Downey, założycielka Freethought Society of Greater Philadelphia oraz Anti-Discrimination Support Network (ADSN). 
AAI organizuje coroczne konwenty, wydaje czasopismo Secular Nation i zarządza The Freethought Directory, katalogiem informacji o organizacjach tego typu na całym świecie.

## Nagroda Richarda Dawkinsa
Od 2003 roku podczas corocznego konwentu przyznawana jest Nagroda Richarda Dawkinsa.
Nagroda Richarda Dawkinsa jest przyznawana corocznie by uhonorować osobę, która w wyróżniający się sposób przyczyniła się do popularyzacji nieteistycznej postawy życiowej, która aktywnością pisarską, medialną, filmową i/lub sceniczną promuje wiedzę naukową, która pracą lub przykładem uczy akceptacji nieteistycznej filozofii i której publiczny wizerunek odzwierciedla bezkompromisową nieteistyczną postawę życiową Dr. Richarda Dawkinsa.

### Laureaci
- 2003: James Randi
- 2004: Ann Druyan
- 2005: Penn & Teller
- 2006: Julia Sweeney
- 2007: Daniel Dennett
- 2008: Ayaan Hirsi Ali
- 2009: Bill Maher
- 2010: Susan Jacoby
- 2011: Christopher Hitchens
- 2012: Eugenie Scott
- 2013: Steven Pinker
- 2014: Rebecca Goldstein
- 2015: Jerry Coyne